# José Luis Cabrera Cava
José Luis Cabrera Cava, kurz Cabrera (* 10. Mai 1982 in Madrid) ist ein ehemaliger spanischer Fußballspieler.

## Spielerkarriere

### Die Anfänge
Der gebürtige Madrilene Cabrera startete seine Karriere als Fußballspieler in seiner Heimatstadt bei Real Madrid Castilla, der zweiten Mannschaft Reals. Dort spielte er von 2001 bis 2003 zwei Jahre lang. Anschließend spielte er drei Jahre lang für den galicischen Traditionsclub FC Pontevedra. Mit den Galiciern gelang ihm der Aufstieg in die Segunda División 2003/2004, dem jedoch der sofortige Abstieg folgte. Noch ein weiteres Jahr blieb er dort, doch da der direkte Wiederaufstieg verpasst wurde, ging er zum Zweitligisten UD Almería.

### Die letzten Jahre
Mit den Andalusiern stieg er auf Anhieb in die Primera División auf – er selbst war fester Bestandteil der Mannschaft. In der ersten Liga verlor er seinen Stammplatz jedoch, so dass er nach nur drei Einsätzen in der Hinrunde einen Vertrag beim Zweitligisten Deportivo Alavés unterschrieb. Auch für Alavés kam Cabrera nur selten zum Einsatz. Nach Einsätzen in der zweiten Hälfte der Spielzeit 2007/08, kam er in der Saison 2008/09 auf acht Spiele als Einwechselspieler. Im Sommer 2009 verließ er den Klub zum Ligakonkurrenten FC Córdoba. Auch hier kam er nur wenig zum Einsatz, mehr als ein halbes Jahr fiel er verletzungsbedingt aus. Im Sommer 2011 schloss er sich CF Villanovense an, das in der Segunda División B spielte. Nach einer weiteren Saison beim unterklassigen Santa Ana FC beendete er im Jahr 2013 seine Laufbahn.

## Erfolge
- 2003/04 – Aufstieg in die Segunda División mit FC Pontevedra
- 2006/07 – Aufstieg in die Primera División mit UD Almería